# متلازمة فرط إفراز اللبن وزيادة برولاكتين الدم
متلازمة فرط إفراز اللبن وزيادة برولاكتين الدم أو Galactorrhea hyperprolactinemia تعرف بزيادة مستوى هرمون البرولاكتين في الدم عن مستواه الطبيعى ؛ ويرتبط ذلك بزيادة إفراز اللبن من الثدي بصورة غير طبيعية. 
قد ينجم ذلك عن استخدام بعض الأدوية، بعض اضطرابات الغدة النخامية٬ أو بعض اضطرابات الغدة الدرقية.
قد تحدث هذه المتلازمة في كل من الذكور والإناث على حد سواء. بيد أنه من أشهر المسببات سوء استخدام بعض الأدوية، أو ورم زيادة إفراز البرولاكتين ٬ أو الفشل الكلوى ٬أو الأمراض الحبيبية في الغدة النخامية، أو الاضطرابات التي تتداخل مع تثبيط المهاد لإفراز هرمون البرولاكتين.
في بعض الحيان - لكنها أقل شيوعاً - قد يفرز هرمون البرولاكتين من بؤرة غير الغدة النخامية.
وقد صُنّفت متلازمة فرط إفراز اللبن وزيادة برولاكتين الدم على أنها «مرض نادر» من قبل مكتب الأمراض النادرة من المعاهد الوطنية للصحة. وهذا يعني أن ذلك يؤثر على أقل من 200,000 شخص في الولايات المتحدة.

## أعراض المرض
وتشمل أعراض ارتفاع مستوى البرولاكتين في الدم، وإنتاج الحليب غير طبيعي في الثدي، فرط إنتاج اللبن، تغيرات في الطمث، وانخفاض الرغبة الجنسية، وانخفاض الخصوبة، ومشاكل سن البلوغ، والصداع.

## التشخيص
تعتبر متلازمة فرط إفراز اللبن وزيادة برولاكتين الدم من الأعراض التي قد تشير إلى وجود مشكلة أكثر خطورة. 
تجميع التاريخ المرضى للمصابين، بما في ذلك حالات الحمل، والعمليات الجراحية، وادمان المخدرات والأدوية هو الخطوة الأولى في تشخيص سبب المتلازمة. 
الفحص البدني، جنبا إلى جنب مع فحص الثدي عادة ما يجرى.
كما يمكن أن تؤخذ عينات من الدم والبول لتحديد مستويات الهرمونات المختلفة في الجسم، بما في ذلك البرولاكتين والمركبات ذات الصلة إلى وظيفة الغدة الدرقية. 
الماموجرام ( أشعة X للثدي ) أو الاشعة فوق الصوتية (باستخدام الموجات الصوتية عالية التردد ) يمكن استخدامها لتحديد ما إذا كان هناك أي أورام أو أكياس الموجودة في الثدي نفسه.
إذا اشتبه ورم في الغدة النخامية يتم التصوير بالرنين المغناطيسي (MRI) إذ يمكنه تحديد موقع الاورام والتشوهات في الأنسجة.

## الأسباب
فيما يلي بعض الأسباب الطبية المحتملة للمتلازمة والتي تم سردها بواسطة قاعدة بيانات الأمراض: 
الحمل، الرضاعة الطبيعية، والجماع، ورم إفراز البرولاكتين في الغدة النخامية، جنبا إلى جنب مع العديد من الأسباب الأخرى التي سبق ذكرها.

## العلاج

### العلاج بالأدوية
العلاج الطبي هو العلاج الأمثل وقتما ظهرت الأعراض.
ويهدف العلاج المباشر نحو حل أعراض زيادة إفراز هرمون البرولاكتين أو تقليل حجم الورم المفرز له. المرضى الذين يتناولون الأدوية التي تسبب ارتفاع نسبة هرمون البرولاكتين يجب تخفض جرعات أدويتهم تدريجيا إن أمكن.
وينبغي إعطاء المرضى الذين يعانون من قصور الغدة الدرقية علاج بالهرمونات البديلة عند وجود أعراض. المرضى الذين يعانون من فرط برولاكتين الدم بدون أعراض واضحة (لسبب مجهول أو ورم برولاكتيني صغير) يجب متابعتهم بدون البدء في العلاج.
مع الأخذ في الحسبان العلاج للنساء مع انقطاع الطمث.
وبالإضافة إلى ذلك، ينبغي الأخذ في الاعتبار قياس امتصاص الأشعة السينية لتقييم كثافة العظام ؛ حيث أن قصور الغدد التناسلية المستمر والمرتبط بفرط برولاكتين الدم يمكن أن يؤدي إلى هشاشة العظام.
مع العلاج تتحسن حياة المريض بشكل ملحوظ.
إذا كان الهدف العلاج هو قصور الغدد التناسلية فقط، فإن المرضى الذين يعانون من فرط برولاكتين الدم - مجهول السبب أو بسبب ورم صغير في الغدة - يمكن علاجهم ببدائل الاستروجين مع رصد مستويات البرولاكتين. 
و من جانب آخر؛العلاج الإشعاعي هو خيار متاح أيضا. 
ومع ذلك، فإن خطر قصور الغدة النخامية يقلل اختيارنا للعلاج الإشعاعى تجنبا لمخاطره. في حين أن العلاج الإشعاعى قد يكون من الضروري للأورام تنمو سريعا٬ ولكن لم يظهر له فوائد في العلاج الروتيني للتغلب المخاطر.

### العلاج الجراحى
وتشمل الدواعى العامة لإجراء عملية جراحية في الغدة النخامية: عدم قابلية المريض للأدوية، والأورام المقاومة للعلاج الطبي، والمرضى الذين يعانون من عيوب في المجال البصرى على الرغم من العلاج الطبي، والمرضى الذين يعانون من التليف أو الأورام النازفة.

### الاستشارات الطبية
إذا أيقن الأطباء بالتقييم الأولي للمريض ( دون وجود أدلة من الورم تأثير الشامل ) يمكنهم بسهولة الشروع في العلاج وتوفير المتابعة. ولكن نظرا لضيق الوقت فإن التشاور مع طبيب متخصص في الغدد الصماء يكون ضروري في كثير من الأحيان.

## معدل الحدوث ونسب الإصابة
يحدث فرط برولاكتين الدم أكثر في النساء. انتشر حدوث فرط برولاكتين الدم في 0.4 ٪ في السكان البالغين العادي عند اختيار عينة عشوائية ( 10,000 بالغين يابانيين يعملون في مصنع واحد) ليصل إلى 9-17 ٪ في النساء الذين يعانون من اضطرابات الإنجابية. تم العثور على انتشاره بنسبة 5 ٪ من السكان وفق متابعات عيادة تنظيم الأسرة، 9 ٪ من السكان من النساء بعد انقطاع الطمث الذي يصيب البالغات، و17 ٪ بين النساء مصابات بمتلازمة المبيض متعدد التكيسات.

## تطور المرض
لحسن الحظ، فإن التشخيص للمرضى الذين يعانون فرط البرولاكتين جيد. 
لا تزال معظم الحالات مستقرة أو تتراجع. في النساء الحوامل، يجب مراعاة المتابعة عن كثب لأن الإصابة قد تزيد إلى حد كبير في الحجم.